# Mistrovství světa v cyklokrosu 1956
7. Mistrovství světa v cyklokrosu se konalo 19. února 1956 v Baumbusch (oblast na severu Lucemburku) v Lucembursku. Závodu se účastnilo
37 závodníků, ale do cíle jich dojelo jen 30. Okruh závodu měřil 4 050 metrů a trať závodu byla dlouhá 24. 300 km. Bylo mrazivé počasí. Teplota vzduchu byla −16°C a na trati leželo 15 cm sněhu.

## Přehled
| Poř.             | Jméno                   | Čas             |
| Zlatá medaile    | André Dufraisse         | 1 h 25 min 02 s |
| Stříbrná medaile | Georges Meunier         | + 0 min 34 s    |
| Bronzová medaile | Emmanuel Plattner       | + 0 min 54 s    |
| 4                | Hans Beri               | + 1 min 44 s    |
| 5                | Charly Gaul             | + 2 min 05 s    |
| 6                | Pierre Jodet            | + 2 min 45 s    |
| 7                | Heinrich Ruffenach      | + 3 min 06 s    |
| 8                | Jengy Schmit            | + 3 min 09 s    |
| 9                | Frans Feremans          | + 3 min 20 s    |
| 10               | Johny Goedert           | + 4 min 00 s    |
| 11               | Hansueli Dubach         | + 4 min 25 s    |
| 12               | Americo Severini        | + 4 min 29 s    |
| 13               | Günter Debusmann        | + 4 min 54 s    |
| 14               | Norbert Psarski         | + 5 min 15 s    |
| 15               | Calixte Van Steenbrugge | + 5 min 32 s    |
| 16               | Pitty Scheer            | + 6 min 02 s    |
| 17               | Severino Trabucchi      | + 6 min 16 s    |
| 18               | Mario Rossi             | + 6 min 44 s    |
| 19               | Firmin Van Kerrebroek   | + 7 min 40 s    |
| 20               | Herbert Ebbers          | + 8 min 00 s    |
| 21               | Dante Benvenutti        | + 8 min 28 s    |
| 22               | Heinz Steinzen          | + 8 min 33 s    |
| 23               | Edwin Biefer            | + 9 min 49 s    |
| 24               | Jaroslav Cihlář         | + 12 min 28 s   |
| 25               | Heinz Peter             | + 13 min 30 s   |
| 26               | José Michelena          | + 13 min 47 s   |
| 27               | Günter Hermann          | + 14 min 31 s   |
| 28               | Jesus Arroyabe          | + 16 min 16 s   |
| 29               | Jan Veselý              | + 16 min 54 s   |
| 30               | Karel Bouška            | + 17 min 52 s   |
|                  | Gilbert Bauvin          | nedokončil      |
|                  | Georges Furnière        | nedokončil      |
|                  | Herman Brinkman         | nedokončil      |
|                  | Albert Rinn             | nedokončil      |
|                  | Felipe Alberti          | nedokončil      |
|                  | Josef Křivka            | nedokončil      |
|                  | José Luis Talamillo     | nedokončil      |